# Xanthopimpla detrita
Xanthopimpla detrita är en stekelart som beskrevs av Henry Keith Townes, Jr. och Chiu 1970. Xanthopimpla detrita ingår i släktet Xanthopimpla och familjen brokparasitsteklar. Inga underarter finns listade i Catalogue of Life.